# Liste des monuments religieux de l'Essonne
Ceci est la liste des monuments religieux d'importance (ayant participé aux Journées du Patrimoine pour leurs qualités), de différentes confessions, présents dans le département de l'Essonne, classés par ordre alphabétique de la commune de situation.
La mention « MH » indique l'inscription ou le classement du monument au titre des Monuments historiques.

## Monuments catholiques
- Église Saint-Julien à Abbéville-la-Rivière
- Église Notre-Dame-de-Toute-Joie à Grigny
- Église Saint-Clément à Arpajon (MH)
- Église Saint-Denis à Athis-Mons (MH)
- Église Saint-Aubin à Authon-la-Plaine (MH)
- Église Saint-Georges à Auvers-Saint-Georges (MH)
- Église Notre-Dame-de-l'Assomption-de-la-Très-Saint-Vierge à Avrainville (MH)
- Église Saint-Martin à Bièvres
- Église Saint-Maurice à Blandy (MH)
- Église Notre-Dame-de-l'Assomption-de-la-Très-Sainte-Vierge à Boigneville (MH)
- Église Saint-Hilaire à Boissy-la-Rivière (MH)
- Église Saint-Louis à Boissy-le-Sec (MH)
- Église Saint-Thomas-Becket à Boissy-sous-Saint-Yon (MH)
- Église Saint-Paul à Massy
- Église Saint-Pierre-ès-Liens à Bouray-sur-Juine (MH)
- Église Saint-Pierre à Boussy-Saint-Antoine
- Église Saint-Jean-Baptiste à Boutervilliers (MH)
- Église Saint-Barthélémy à Boutigny-sur-Essonne(MH)
- Église Saint-Martin à Bouville (MH)
- Église Saint-Pierre à Brétigny-sur-Orge (MH)
- Église Saint-Pierre à Breuillet
- Église Saint-Martin à Breux-Jouy
- Église Saint-Quentin à Brières-les-Scellés (MH)
- Église Saint-Denis à Briis-sous-Forges (MH)
- Église Saint-Pierre-Saint-Paul à Brouy (MH)
- Église Saint-Médard à Brunoy (MH)
- Église Saint-Didier à Bruyères-le-Châtel (MH)
- Chapelle de Bonnevaux à Buno-Bonnevaux (MH)
- Église Saint-Matthieu à Bures-sur-Yvette
- Église Saint-Pierre à Cerny (MH)
- Église Saint-Médard à Chalo-Saint-Mars (MH)
- Église Saint-Aignan à Chalou-Moulineux (MH)
- Église Saint-Thomas-Becket à Chalou-Moulineux (MH)
- Église Saint-Quentin à Chamarande (MH)
- Église Notre-Dame de l'Assomption à Champcueil (MH)
- Église Saint-Étienne à Chilly-Mazarin (MH)
- Cathédrale Saint-Spire à Corbeil-Essonnes  (MH)
- Église Saint-Étienne à Corbeil-Essonnes (MH)
- Église Notre-Dame de l'Assomption à Corbreuse (MH)
- Église Saint-Étienne à Courances (MH)
- Église Saint-Gervais-Saint-Protais à Courdimanche-sur-Essonne (MH)
- Église Notre-Dame de l'Assomption de la Très Sainte-Vierge à Le Coudray-Montceaux (MH)
- Église Notre-Dame de l'Assomption à Crosne (MH)
- Église Saint-Mammès à Dannemois (MH)
- Église Saint-Germain-d'Auxerre à Dourdan (MH)
- Église Saint-Pierre-Saint-Paul à Égly (MH)
- Église Saint-Gilles à Étampes (MH)
- Église Saint-Basile à Étampes (MH)
- Collégiale Saint-Martin à Étampes (MH)
- Collégiale Notre-Dame-du-Fort à Étampes (MH)
- Église Saint-Martin à Étiolles (MH)
- Église Saint-Étienne à Étréchy (MH)
- Cathédrale de la Résurrection à Évry
- Église Notre-Dame-de-l'Assomption à La Ferté-Alais (MH)
- Église Saint-Rémi à Fontenay-le-Vicomte (MH)
- Église Notre-Dame à Forges-les-Bains
- Église Saint-Rémi à Gif-sur-Yvette (MH)
- Église Saint-Pierre à Gironville-sur-Essonne (MH)
- Église Saint-Clair à Gometz-le-Châtel (MH)
- Église Saint-Léonard à Les Granges-le-Roi (MH)
- Église Saint-Antoine-Saint-Sulpice à Grigny (MH)
- Église Saint-Firmin de Guigneville-sur-Essonne à Guigneville-sur-Essonne
- Église Saint-Gervais-Saint-Protais à Guillerval (MH)
- Église Saint-Pierre à Igny (MH)
- Église Saint-Germain à Itteville (MH)
- Église Saint-Pierre à Lardy (MH)
- Église Saint-Martin à Leudeville
- Église Saint-Jean-Baptiste à Leuville-sur-Orge
- Église Saint-Pierre à Limours (MH)
- Église Saint-Merry à Linas (MH)
- Église Saint-Germain-Saint-Vincent à Lisses (MH)
- Église Saint-Martin à Longjumeau (MH)
- Basilique Notre-Dame-de-Bonne-Garde à Longpont-sur-Orge (MH)
- Église Saint-Médard à Maisse (MH)
- Église Sainte-Marie-Madeleine à Marcoussis (MH)
- Église Notre-Dame-de-l'Assomption à Marolles-en-Hurepoix
- Église Saint-Jean-Baptiste à Mauchamps (MH)
- Église Saint-Pierre à Mennecy (MH)
- Église Saint-Médard à Mespuits (MH)
- Collégiale Notre-Dame-de-l'Assomption à Milly-la-Forêt (MH)
- Chapelle Saint-Blaise-des-Simples à Milly-la-Forêt (MH)
- Église Saint-Denis à Moigny-sur-École (MH)
- Église Saint-Martin à Mondeville (MH)
- Église Saint-Côme-Saint-Damien à Monnerville (MH)
- Église Notre-Dame à Montgeron
- Église Saint-Jacques à Montgeron
- Église Saint-Joseph à Montgeron
- Église Saint-Michel à Morangis
- Abbatiale de la Sainte-Trinité à Morigny-Champigny (MH)
- Église Saint-Germain à Morsang-sur-Seine (MH)
- Église Saint-Denis à La Norville (MH)
- Église Saint-Jacques à Ormoy (MH)
- Église Saint-Étienne à Ormoy-la-Rivière
- Église Saint-Martin-Saint-Laurent à Orsay
- Église Notre-Dame-de-Bon-Secours à Orveau (MH)
- Église Saint-Martin à Palaiseau (MH)
- Église Saint-Benoist au Plessis-Saint-Benoist
- Église Saint-Martin au Puiselet-le-Marais (MH)
- Église Saint-Vincent-Saint-Rémi à Pussay
- Église de l'Exaltation-de-la-Sainte-Croix à Quincy-sous-Sénart
- Église Notre-Dame à Ris-Orangis
- Église Saint-Denis à Roinville (MH)
- Église Saint-Germain à Saclas (MH)
- Église Saint-Germain à Saclay
- Église Saint-Cyr-et-Sainte-Julitte à Saint-Cyr-la-Rivière (MH)
- Église Saint-Cyr à Saint-Cyr-sous-Dourdan (MH)
- Église Saint-Germain à Saint-Germain-lès-Arpajon (MH)
- Église Saint-Germain-Saint-Vincent à Saint-Germain-lès-Corbeil
- Église Saint-Sulpice à Saint-Sulpice-de-Favières (MH)
- Église Saint-Caprais à Saint-Vrain (MH)
- Église Saint-Yon à Saint-Yon (MH)
- Église Notre-Dame de l'Assomption de la Très-Sainte-Vierge à Saulx-les-Chartreux (MH)
- Église Notre-Dame de la Nativité-de-la-Vierge à Sermaise (MH)
- Église Saint-Aignan à Soisy-sur-École (MH)
- Église Notre-Dame à Soisy-sur-Seine
- Église Saint-Martin à Valpuiseaux (MH)
- Église Sainte-Julienne au Val-Saint-Germain
- Église Saint-Sulpice à Varennes-Jarcy
- Abbaye Saint-Louis-du-Temple à Vauhallan
- Église Saint-Rigomer-Sainte-Ténestine à Vauhallan (MH)
- Église Notre-Dame-de-l'Assomption à Verrières-le-Buisson (MH)
- Église Saint-Germain à Vert-le-Grand
- Église Saint-Léonard à Videlles (MH)
- Église Saint-Marcel à Villabé
- Église Saint-Fiacre à La Ville-du-Bois
- Église Saint-Aubin à Villeconin (MH)
- Église Saint-Thomas-Becket à Villeneuve-sur-Auvers (MH)
- Église Notre-Dame-de-l'Assomption à Villiers-le-Bâcle
- Église Saint-Denis à Viry-Châtillon (MH)
- Église Saint-Denis à Wissous (MH)
- Abbaye Notre-Dame à Yerres (MH)
- Église Saint-Honest à Yerres

## Monuments orthodoxes
- Église Notre-Dame-de-la-Dormition à Sainte-Geneviève-des-Bois (MH)

## Monuments israélites
- Synagogue de Longjumeau à Longjumeau
- Synagogue de Ris-Orangis à Ris-Orangis
- Synagogue de Savigny-sur-Orge à Savigny-sur-Orge
- Synagogue d'Evry à Évry
- Synagogue d'Athis-Mons à Athis-Mons

## Monuments musulmans
- Mosquée d'Évry-Courcouronnes à Courcouronnes

## Monuments bouddhistes
- Pagode Khánh-Anh à Évry
- Centre d'études & de pratique du Bouddhisme Tibétain à Villabé